# Nombrevilla
Nombrevilla – gmina w Hiszpanii, w prowincji Saragossa, w Aragonii, o powierzchni 17,56 km². W 2011 roku gmina liczyła 35 mieszkańców.